# Mrągowo
Mrągowo (Ządźbork fino al 1947, in tedesco Sensburg) è una città polacca del distretto di Mrągowo nel voivodato della Varmia-Masuria, nella regione della Masuria.
Ricopre una superficie di 14,8 km² e nel 2004 contava 22 600 abitanti.
La città fu fondata nel Medioevo.

## Sport
La più importante società calcistica è Mrągowia Mrągowo.

## Galleria d'immagini

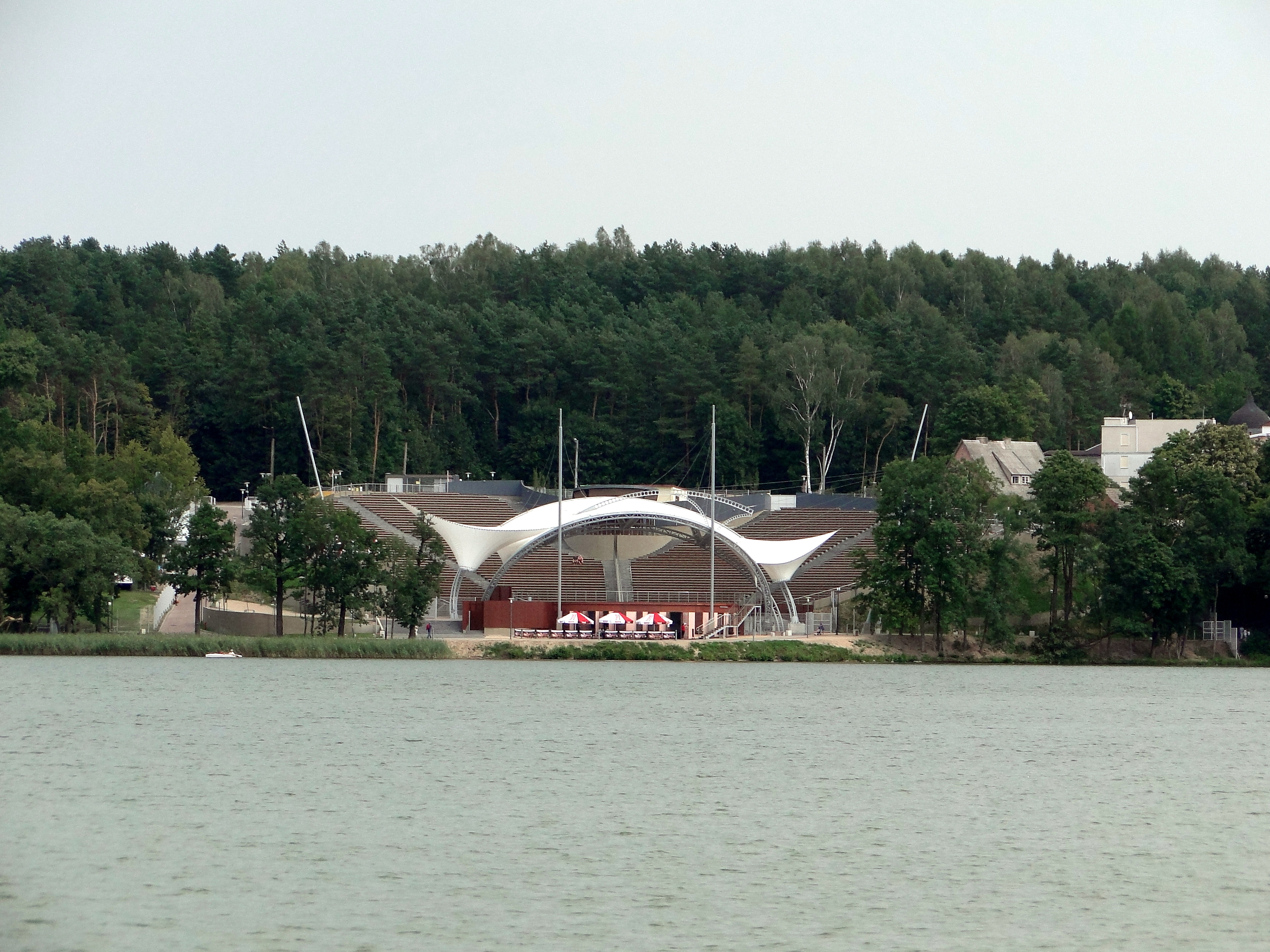
Anfiteatro sul lago Czos
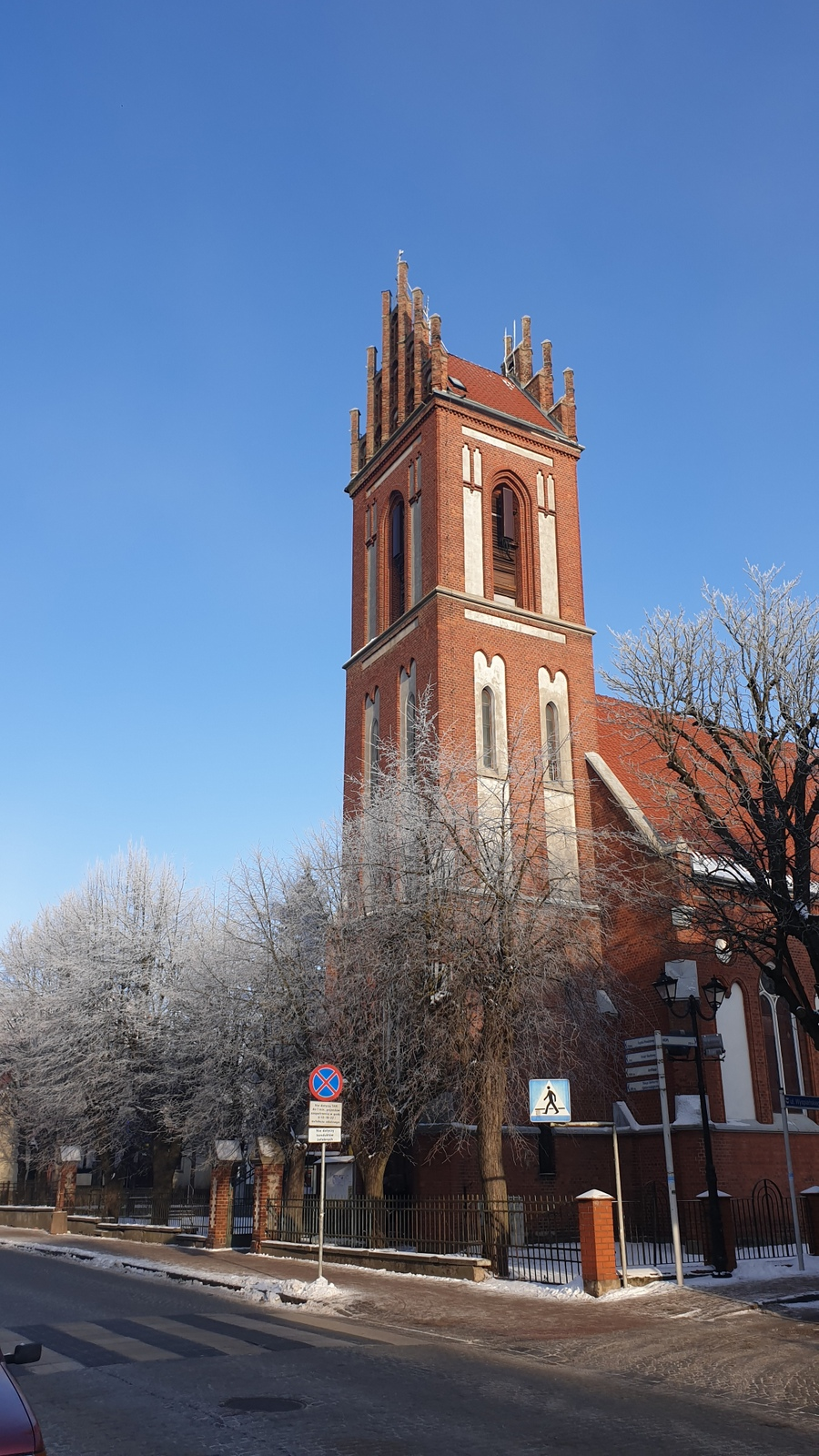
Chiesa di San Adalberto
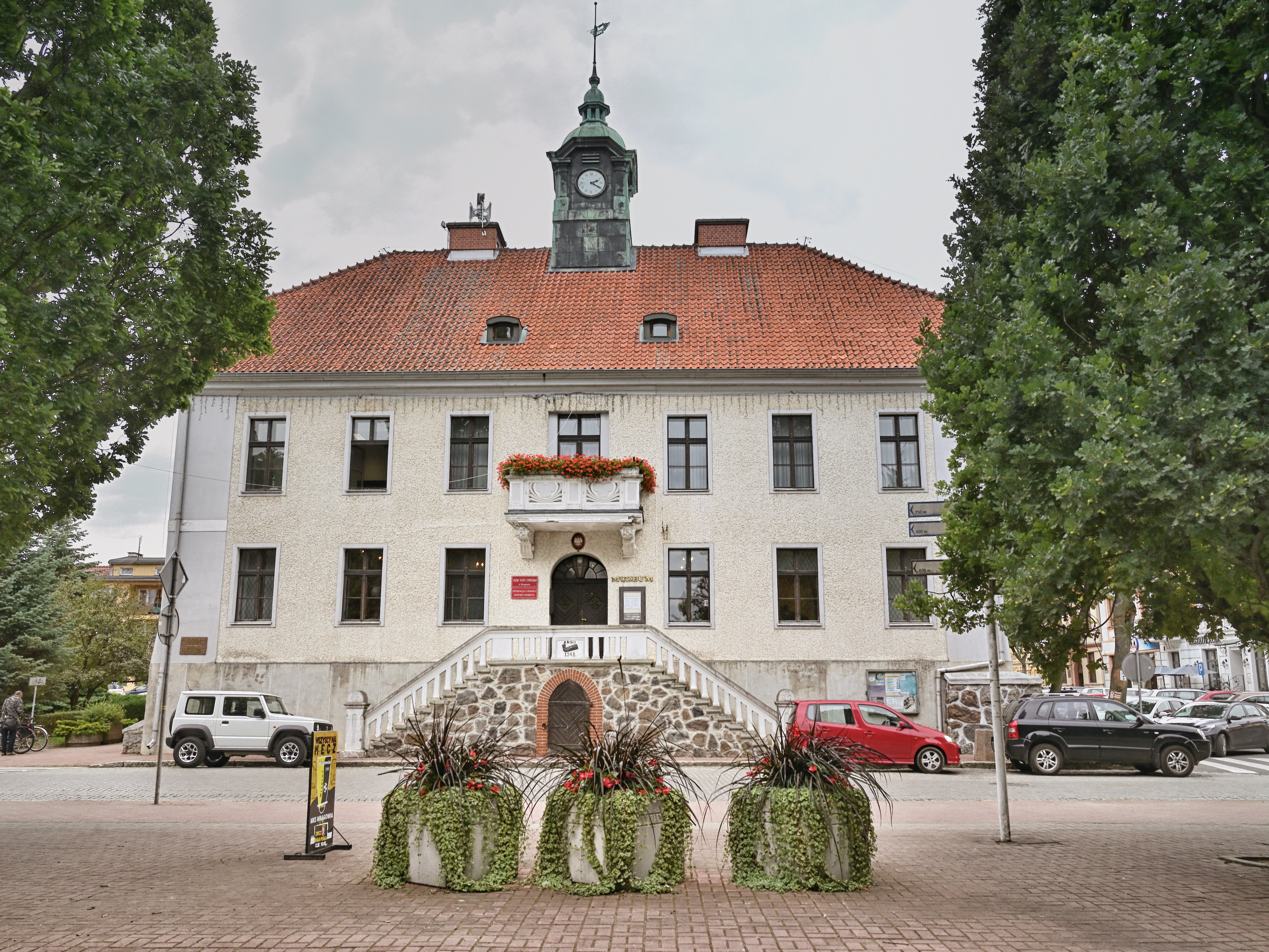
Municipio
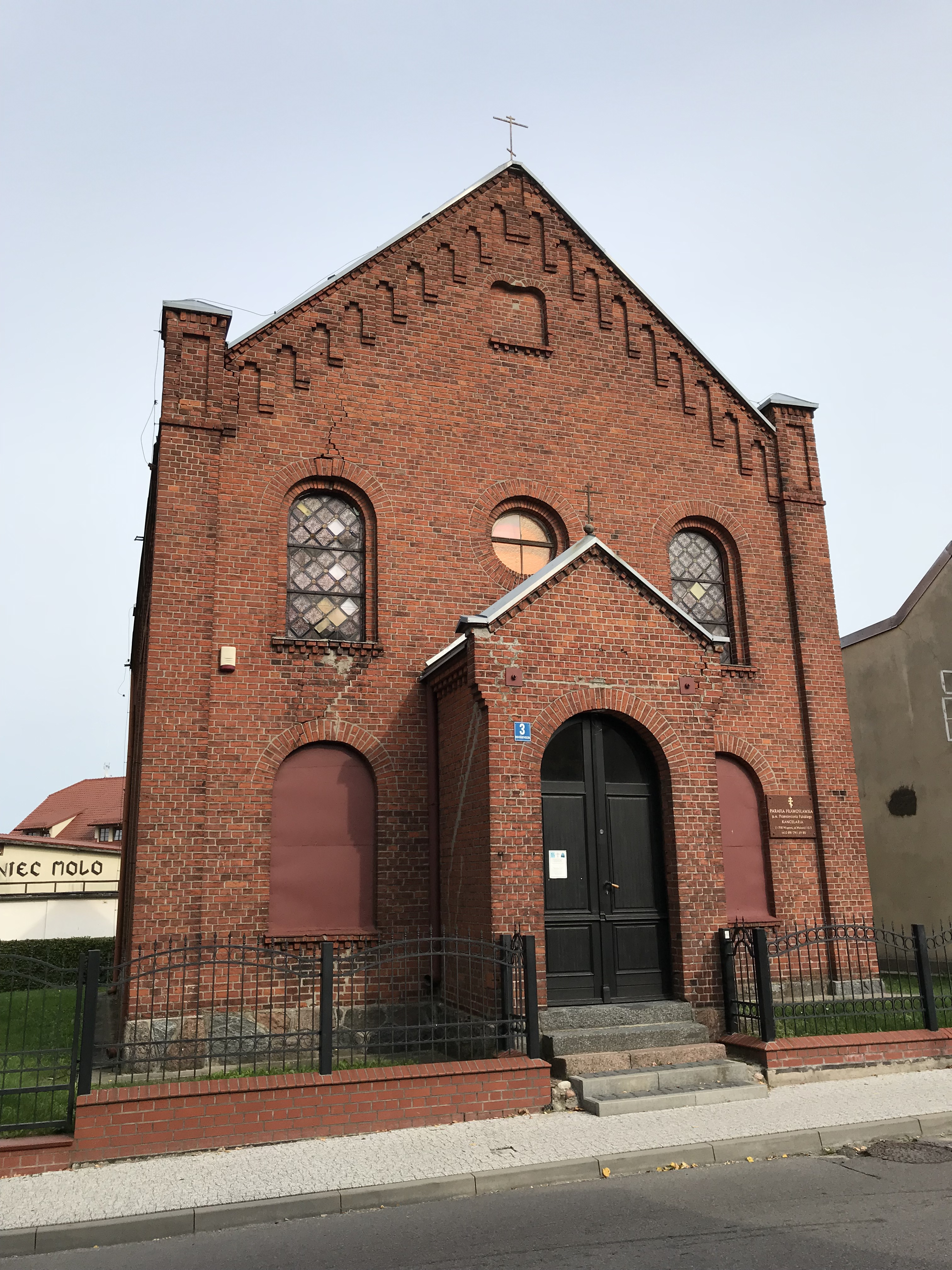
Chiesa della Trasfigurazione
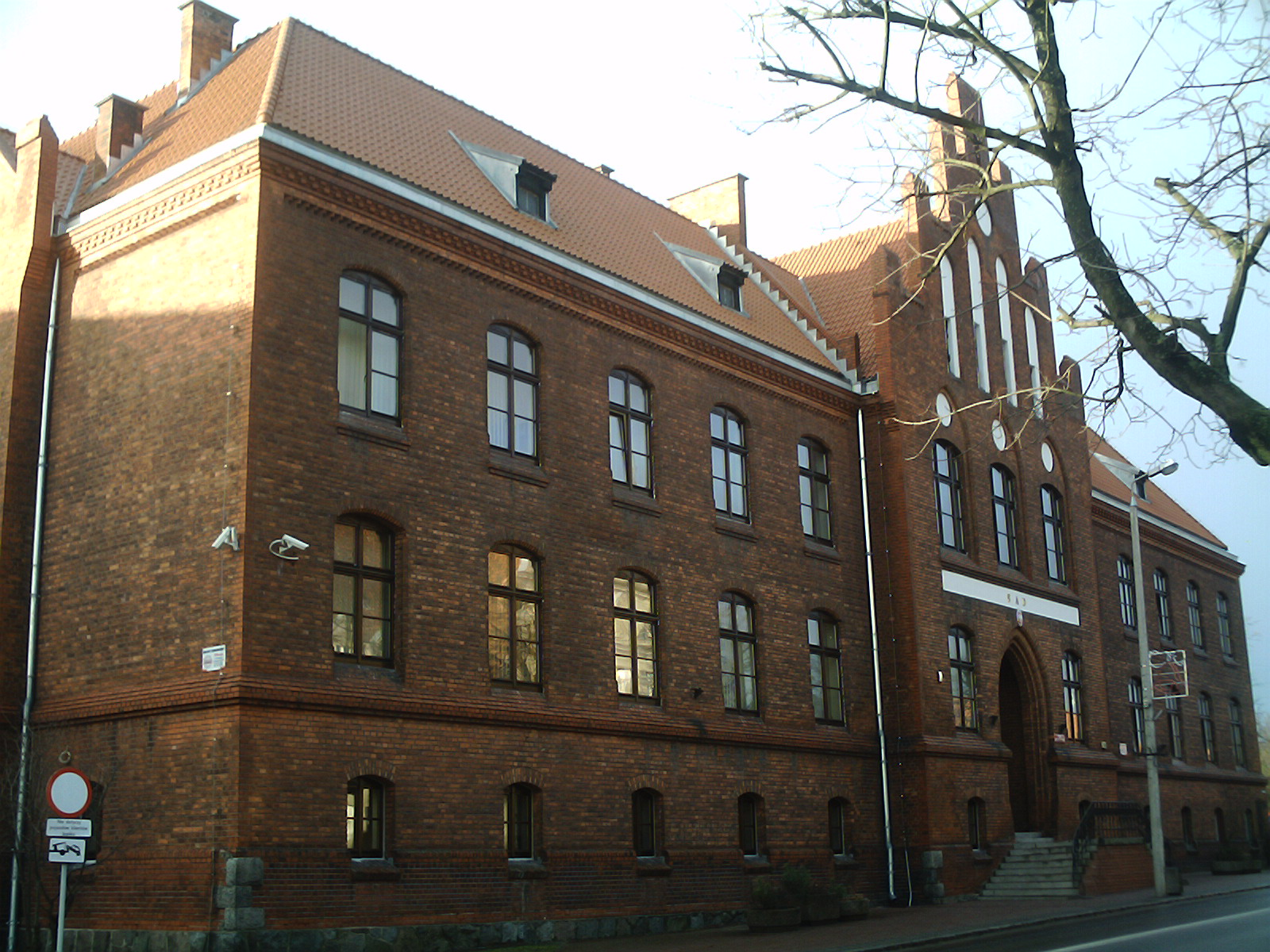
Tribunale distrettuale